# Andre Ward
Andre Ward, född 23 februari 1984 i San Francisco, USA, är en amerikansk boxare som tog OS-guld i lätt tungviktsboxning 2004 i Aten. Vid 17 års ålder blev han nära vän med boxaren Andre Dirrell.